# 林義一
林 義一（はやし ぎいち、1920年2月1日 - 2008年1月17日）は、徳島県徳島市常三島出身のプロ野球選手（投手）・コーチ・監督、解説者・評論家。
パ・リーグ初のノーヒットノーラン達成者。

## 経歴
徳島商業時代は1年生からマウンドに上がり、楠安夫（高松商）・千葉茂（松山商）と並ぶ「四国のビッグ3」と称され、1935年の春の選抜に徳島県勢として初めて出場。岐阜商との2回戦に捕手として出場し、7回からマウンドに上がるも大敗。2年後の1937年にエース・4番打者として春夏出場を果たし、選抜では準決勝まで進んだ 。夏の選手権は海草中との2回戦で嶋清一と投げ合うが、1-0で敗戦。当時の徳商は後に「徳島県高校野球育ての親」と言われる稲原幸雄監督が率いており、猛練習で有名であったが、練習見学で恐れをなした後輩の蔦文也は1年目のみテニス部に入る。
卒業後は1938年に明治大学へ進学し、藤本英雄とチームメイトになったほか、後輩には甲子園で投げ合った嶋がいた。初の優勝預かりとなった1940年春季には、チームメイトの藤本と2本柱を組む。
大学卒業後は大王製紙を経て、徳島新聞運動部記者を務める傍ら、恩師の稲原が監督を務める地元のノンプロチーム「全徳島」に入部。エース兼4番として活躍し、1946年・1947年と2年連続で都市対抗に出場。1947年には全大阪との3位決定戦で別当薫と投げ合ったが、敗戦投手となった。当時はプロ化の動きもあったほど人気のあったチームで、メンバーには平井三郎・蔦らがいた。
徳商→明大→全徳島といずれも全盛時代に中心選手で主要投手であり、1949年秋に大映スターズへ入団。11月7日の南海戦（宇治山田）で初先発・初勝利を記録し、同13日の中日戦（桐生新川）では服部受弘から初安打を放った。アマチュア時代は上手投げを多投していたが、プロ入り後は右のサイドハンドの技巧派に転向。
後に対戦する豊田泰光曰く「ブーメランのように投げた方に戻っていく」カーブを武器に、サイドからの外へ逃げる変化球で勝負するタイプであり、2年目の1950年からはエースとして活躍。武器であるカーブとシンカーを織り交ぜながら、コーナーを丁寧に突くピッチングは「理のピッチング」と評され、眼鏡の風貌から「大学教授風」と言われた。巧緻なピッチングは若林忠志に次いで、「二代目名人」の呼称を冠せられたほどであった。同年から5年連続開幕投手を務め、5月29日の近鉄戦（後楽園）では黒尾重明から初本塁打を放った。8月26日の西鉄戦では川崎徳次と投げ合うが、1-1の9回裏に川崎にサヨナラ本盗を決められている。
3年目の1951年には第1回オールスターゲームに選出され、7月8日の第3戦（後楽園）では4番手のリリーフで登板してMVPを獲得。同年11月13日には岡山県野球場のこけら落しとなった日米野球第4戦に全パの4番手で登板し、8回2死一、二塁のピンチでこのシリーズ打率.358・3本塁打の成績を残した5番・左翼手のディノ・レステリ（パイレーツ）を遊飛に打ち取り、9回も1安打に抑えて日本の1勝目に貢献。
1952年4月27日の阪急戦（高崎城南）ではパ・リーグ初のノーヒットノーランを達成するが、ボール半個分という微妙な判定による1四球のみの準完全試合で、1990年に柴田保光に破られるまで最年長記録であった。打者28人に対して許した走者は6回に先発の天保義夫に与えた四球だけであり、四球となった6球目は、ネット裏の観戦記者によると、外角へのシンカーで「ボール1つ半くらい低かった」という極めて際どいボールであった。その1球で、史上2人目の完全試合を逃すことになってしまったが、この日の球審は二出川延明で、到底、抗議することはできなかった。
1953年8月29日の西鉄戦（平和台）では、中西太に推定160m以上と言われる本塁打を打たれている。中西が林から放った打球は、ライナーでバックスクリーンをゆうに越え場外の福岡城址まで届いたが、福岡城址は外野スタンドからさらに50m先にあるため、180～190m近く飛んだのではないかと言われるプロ野球最長本塁打とされている。この時、林は「（取れるライナーかと思い）ジャンプした。そうしたらグングン伸びて、バックスクリーンはるか上を越えていった」と述懐している。
1954年は8勝20敗に終わり、2桁勝利が4年連続でストップ。この年はチームも最下位に終わったが、1955年には復活して自己最高の19勝をマーク。
1956年からはコーチ兼任となり、三浦方義・太田正男・後藤修を指導。三浦には左足の踏み込みについて欠点を指摘し、フォームを修正した三浦は巨人時代4シーズン0勝から一気に飛躍して29勝14敗、防御率1.77（リーグ5位）の好成績で最多勝のタイトルを獲得し、それまでのパ・リーグのシーズン勝利記録を更新した。太田も先発陣に加わり、後藤も三浦に次ぐ6勝でキャリアハイの成績をマーク。自身は4勝12敗と過去最低の成績に終わり、同年に自由契約。
1957年に大映時代の監督・藤本定義率いる阪急ブレーブスへ移籍し、6月19日の古巣・大映戦（西宮）で移籍後初勝利を挙げる。この年は4勝中2勝が東映戦で挙げたものであり、いずれも敗戦投手は米川泰夫であった。1958年は4月20日の東映戦（駒沢）を最後に登板がなくなり、同年限りで現役を引退。
一枝修平が母校・明大のセレクションを受けて「ダメ」と言われた際、見ていた林が「もったいない」と進言し、一枝は合格している。
引退後は豊富な知識と野球理論を買われ、近鉄で一軍投手コーチ（1959年 - 1960年）→一軍チーフコーチ（1961年）を務めた。1959年には病気で療養した監督の千葉に代わってチームを指揮し、6月24日からは5連勝もあったが、その後も低迷から抜け出すことはなかった。7月には2度の9連敗を喫し、同31日の東映戦（駒澤）では11-3と一方的に大敗して10連敗を記録するなど、2勝19敗と大きく負け越す。全選手がバスに乗り込む前には「こんな負け方をして君たちは口惜しいとは思わんのか」とハッパをかけ、翌月1日には20安打で10-4と大勝している。最下位から抜け出せなかったが、同年オフには地元の後輩である板東里視・大久保計雄・大野守を熱心に勧誘して入団させた。1961年には36勝103敗と最下位を独走したが、新人王の徳久利明を送り出した。
近鉄退団後は大学の先輩で当時評論家であった中沢不二雄に職探しの相談をしたところ、中沢が国鉄の水野成夫オーナーに林を投手コーチとして採用してもらえないかと依頼、水野が「中沢さんが推薦するほどの人ならいっそのこと監督になってもらおう」といい、1964年からは国鉄スワローズ監督に就任。1年目はいきなり前年16勝12敗と勝ち越した巨人に開幕3連敗をしてしまい、後半戦に入るとエース・金田正一との対立が表面化、3位進出を賭けた8月8日からの広島戦（広島市民）では登板拒否され、チームも11連敗を喫してAクラス争いから脱落、林と金田が不仲ならチームワークもバラバラで、5位に終わった。前年14勝の渋谷誠司が精彩を欠き、前年まで4年連続2桁勝利の村田元一は故障に泣くなど準エースが期待に応えられなかったが、それでも富士鉄室蘭からプロ入りした佐藤進が10勝、鎌倉学園高を卒業した半沢士郎は8勝と、ルーキーが健闘したのは大きな収穫であった。打線は徳武定之と豊田の3、4番コンビに、中日から移籍の小淵泰輔が加わった。西鉄時代は日本シリーズにも2度出場しながら、中日では出番に恵まれなかった小淵は、新天地で水を得た魚のように活躍。リーグ5位の打率.306、15本塁打、48打点と、いずれもキャリアハイの成績を残した。正捕手の根来広光も4月15日～18日にかけて、当時のセ・リーグ記録に並ぶ8打席連続安打をマーク。金田は同年オフに10年選手の特権を行使し、巨人へ移籍する。金田は「あんな監督が来年も指揮をとるなら、こんなチームではプレーできない。私は10年選手の特権を生かして新天地を求める。」と記者会見で表明。「林なんてヤツの顔は見とうない」と爆弾発言したこともあったが、この話には伏線があり、球団に経営参加していたサンケイ新聞の権限が増し、信頼していた北原広男球団代表が退陣したことについての不信感と怒りがあった。国鉄側は林監督の更迭と飯田徳治コーチの監督就任を主張したが、サンケイ側は林留任を主張したため留任。サンケイが林留任こだわったのは新聞業界の面子で、サンケイ以外の新聞がシーズン中の「林監督退団、飯田コーチ」と報道、サンケイにしてみればその通りに事を運ぶと他紙のスクープということになるため、面子を守るために林監督を留任させた。2年目の1965年は開幕から6連敗し、4月23日にサンケイによる経営へ一本化されたが、林は4日後の同27日に退任。
国鉄退団後は恩師・藤本の招聘で阪神タイガース一軍投手コーチ（1968年）を務め、江夏豊を専任コーチのような形で指導し、後に「江夏の育ての親」と称される。キャンプで1日平均170～180球（全部で約2600～2800球）投げ込ませて肩のスタミナ作りに励ませたほか、「例えば人間が、糸と針を持って穴を通す時、遠くではなく、近くで合わせる。人間の視覚は近くに合わせている。遠くは見づらいんだと。じゃあ配球も、近めより外に基本、持っていく。インコースは反対に、遊び球。徹底的に外」と配球を教えた。まだストレートしか投げられなかった江夏に「とにかく手首を柔らかくしろ」と命じ、江夏は風呂に入れば湯桶を掴んで手首を前後に動かす運動を繰り返し、就寝前には布団に寝そべり、ゴムまりを天井に向かってスナップスローで投げた。そうした努力が実を結び、ブルペンでもある程度の自信を持って投げられるようになると、今度は「君の場合、手首を捻るのではなく、抜くようにすれば」とアドバイスし、カーブを完成させた。落差は小さいものの鋭く曲がるカーブを投げることができた江夏は自身の中に「これだ」という感覚が芽生え、決め球を身に付けたような気分になり、ブルペンに入ることが楽しくなった。オープン戦でも確かな手応えを掴むことができ、25勝12敗、401奪三振という飛躍に繋がった。
当時の指導者は大声で怒鳴るタイプが一般的であったが、温厚篤実な林は何よりも穏やかな人柄が印象的であった。半人前の投手に対しても声を荒げることなく、反対に「〜したらどうなの」とか「こういう方法もあるんだよ」という優しい口調で指導したため、江夏も素直に耳を傾けることができた。
夏場には大洋戦で180球完投勝利を飾った翌日、雨が降って休日を落ち着いて過ごそうとしていた江夏に「おい、豊、練習に出かけるぞ」と命令。江夏は驚いて「僕は昨日、先発完投しているし、今日は雨じゃないですか」と返したが、品川にあった中日新聞社の室内練習場で練習をすることになった。5〜6人の投手で練習場に着くと、江夏に体をほぐすための体操を命じ、一通り体がほぐれて宿舎に帰る支度を始めたのを見て、今度は「おい豊、ブルペンに入れ」と命令し、ブルペンで200球近く投げさせた。
指導者生活の合間を縫ってサンケイ新聞東京本社運動部記者（1962年 - 1963年, 1966年 - 1967年）、阪神退団後は長らくNETテレビ→テレビ朝日「ゴールデンナイター」解説者・東京スポーツ評論家（1969年 - 1980年）、1971年には1年だけ千葉テレビ「CTCダイナミックナイター」解説者を務めた。
1981年からは西武二軍バッテリーコーチに就任し、二軍投手コーチ（1982年 - 1983年）も務めた。在任中は若いバッテリーに打者との駆け引き、投球術、呼吸などを教え、選手が理解できるまで、懇切丁寧に話し合った。オーバースローに戻していた小林誠二を再びサイドスローに戻し、後に自身のノーヒットノーラン最年長記録を破る柴田には「雨の中で傘をクルッと回すと、雨の滴が少し遅れて傘のあとをついていくでしょう。」と手の使い方を教えた。小野和幸の腰の回転も改善させ、直球の威力がさらに増した小野はカーブ・シュート・スライダー・フォークボールなどの変化球も更に生きるようになった。
2008年1月17日、心不全のため、東京都北区の病院で死去。87歳没。

## 詳細情報

### 年度別投手成績
| 年 度      | 球 団      | 登 板 | 先 発 | 完 投 | 完 封 | 無 四 球 | 勝 利 | 敗 戦 | セ 丨 ブ | ホ 丨 ル ド | 勝 率 | 打 者 | 投 球 回 | 被 安 打 | 被 本 塁 打 | 与 四 球 | 敬 遠 | 与 死 球 | 奪 三 振 | 暴 投 | ボ 丨 ク | 失 点 | 自 責 点 | 防 御 率 | W H I P |
| ---------- | ---------- | ----- | ----- | ----- | ----- | -------- | ----- | ----- | -------- | ----------- | ----- | ----- | -------- | -------- | ----------- | -------- | ----- | -------- | -------- | ----- | -------- | ----- | -------- | -------- | ------- |
| 1949       | 大映       | 4     | 2     | 2     | 0     | 0        | 1     | 1     | --       | --          | .500  | 105   | 25.0     | 25       | 2           | 4        | --    | 0        | 10       | 0     | 0        | 11    | 9        | 3.24     | 1.16    |
| 1950       | 大映       | 42    | 27    | 20    | 5     | 1        | 18    | 11    | --       | --          | .621  | 1047  | 254.2    | 214      | 16          | 88       | --    | 6        | 158      | 0     | 1        | 89    | 68       | 2.40     | 1.19    |
| 1951       | 大映       | 34    | 25    | 23    | 2     | 5        | 12    | 11    | --       | --          | .522  | 1033  | 255.0    | 222      | 16          | 62       | --    | 3        | 95       | 0     | 1        | 88    | 72       | 2.54     | 1.11    |
| 1952       | 大映       | 40    | 29    | 20    | 3     | 0        | 15    | 15    | --       | --          | .500  | 1097  | 269.2    | 249      | 17          | 59       | --    | 4        | 72       | 3     | 0        | 113   | 89       | 2.97     | 1.14    |
| 1953       | 大映       | 36    | 30    | 26    | 2     | 5        | 17    | 11    | --       | --          | .607  | 1133  | 283.2    | 260      | 13          | 42       | --    | 3        | 90       | 0     | 0        | 97    | 84       | 2.66     | 1.06    |
| 1954       | 大映       | 38    | 25    | 21    | 0     | 2        | 8     | 20    | --       | --          | .286  | 1014  | 248.0    | 246      | 5           | 55       | --    | 2        | 89       | 2     | 0        | 91    | 80       | 2.90     | 1.21    |
| 1955       | 大映       | 42    | 25    | 19    | 6     | 4        | 19    | 15    | --       | --          | .559  | 1096  | 278.0    | 239      | 10          | 48       | 4     | 6        | 91       | 3     | 0        | 89    | 73       | 2.36     | 1.03    |
| 1956       | 大映       | 23    | 10    | 6     | 0     | 1        | 4     | 12    | --       | --          | .250  | 466   | 109.1    | 111      | 3           | 17       | 2     | 4        | 40       | 0     | 0        | 57    | 35       | 2.86     | 1.17    |
| 1957       | 阪急       | 21    | 7     | 1     | 0     | 1        | 4     | 2     | --       | --          | .667  | 250   | 59.2     | 66       | 4           | 7        | 0     | 1        | 22       | 1     | 0        | 31    | 18       | 2.70     | 1.22    |
| 1958       | 阪急       | 1     | 0     | 0     | 0     | 0        | 0     | 0     | --       | --          | ----  | 8     | 2.0      | 2        | 0           | 0        | 0     | 0        | 0        | 0     | 0        | 0     | 0        | 0.00     | 1.00    |
| 通算：10年 | 通算：10年 | 281   | 180   | 138   | 18    | 19       | 98    | 98    | --       | --          | .500  | 7249  | 1785.0   | 1634     | 86          | 382      | 6     | 29       | 667      | 9     | 2        | 666   | 528      | 2.66     | 1.13    |

- 各年度の太字はリーグ最高

### 年度別監督成績
| 年度 | 球団 | 順位 | 試合 | 勝利 | 敗戦 | 引分 | 勝率 | ゲーム差   | チーム 打率 | チーム 本塁打 | チーム 防御率 | 年齢       |
| ---- | ---- | ---- | ---- | ---- | ---- | ---- | ---- | ---------- | ----------- | ------------- | ------------- | ---------- |
| 1959 | 近鉄 | 6位  | 82   | 27   | 52   | 3    | .342 | 49.0       | .229        | 48            | 3.68          | 39歳       |
| 1964 | 国鉄 | 5位  | 140  | 61   | 74   | 5    | .452 | 18.5       | .242        | 117           | 3.43          | 44歳       |
| 1965 | 国鉄 | 6位  | 13   | 2    | 10   | 1    | .167 | 45.5       | .221        | 64            | 3.42          | 45歳       |
| 通算 | 通算 | 通算 | 235  | 90   | 136  | 9    | .398 | Bクラス3回 | Bクラス3回  | Bクラス3回    | Bクラス3回    | Bクラス3回 |

- 1959年は6月20日から閉幕まで千葉茂の休養による監督代理
- 1965年は開幕から4月25日まで

### 表彰
- オールスターゲームMVP：1回（1951年第3戦）

### 記録
- ノーヒットノーラン：1回（1952年4月27日、対阪急ブレーブス戦、高崎市城南野球場） ※パシフィック・リーグ初、史上18人目
- オールスターゲーム出場：3回（1951年 - 1953年）

### 背番号
- 12（1949年 - 1956年）
- 31（1957年 - 1958年）
- 5（1959年）
- 70（1960年 - 1961年）
- 71（1964年 - 1965年）
- 56（1968年）
- 80（1981年）
- 86（1982年 - 1983年）

## 関連情報

### 出演番組
- BSスポーツ・ドキュメント「よみがえる熱球」第6集 虎の牙を持つエース ～昭和43年・江夏奪三振401個～（2004年、NHK）

### 書籍
- 投手てってい研究・打撃てってい研究（1978年5月、林田修との共著、ユニコン出版）
- 守備てってい研究（1978年6月、林田修との共著、ユニコン出版）
- ルールてってい研究（1978年8月、林田修との共著、ユニコン出版）
- 作戦・走塁てってい研究（1978年10月、林田修との共著、ユニコン出版）
- 君も名投手になれる（1980年3月、講談社）
- ぼくらの野球勝つ野球（1980年5月、成美堂出版）